# Letopisi Narnije
Letopisi Narnije (engl. The Chronicles of Narnia) su serijal od sedam romana za decu koji pripadaju žanru fantastike i koje je napisao severnoirski pisac K. S. Luis. Romani su prevedeni na 47 jezika, u više od 100 miliona prodatih primeraka. U njima je autor koristio motive iz hrišćanstva, grčke i rimske mitologije te engleskih i irskih bajki. Knjige su objavljivanje u Londonu od oktobra 1950. godine.

## O autoru
K. S. Luis, engl. Clive Staples Lewis (29. novembar 1898 – 22. novembar 1963)
Sin Alberta Jamesa Lewisa i Flore Auguste Hamilton Lewis. Imao je i brata Warrena Lewisa koji se takođe bavio pisanjem, ali ne fantastikom, već istorijskim knjigama. Nakon što mu je majka umrla od raka s bratom odlazi u Englesku na fakultet gde ga počinje zanimati nordijska mitologija i Wagnerova muzika, te napušta hrišćanstvo i postaje ateista.
Godine 1950, najvažnijoj u Luisovoj karijeri, izlazi prva od sedam knjiga nazvanih "Letopisi Narnije" — "Lav, veštica i orman". Sledeće godine izdaje drugi nastavak pod nazivom "Princ Kaspijan". Godine 1952. izlazi treći nastavak "Putovanje namernika zore", a te godine Luis upoznaje i svoju buduću ženu Džoj Davidman Grešam.Godine 1953. izlazi četvrti nastavak po nazivom "Srebrna stolica", a 1954. izlazi peti nastavak "Konj i njegov dečak". Već sledeće godine, tačnije 1955. izlazi "Čarobnjakov sestrić" tj. šesti nastavak, kao i Luisova biografija. Godine 1956. izlazi poslednji nastavak Letopisa Narnije pod nazivom "Poslednja bitka".

## O knjigama
Letopisi Narnije su serijal od sedam romana za decu koji pripadaju žanru fantastike i koje je napisao severnoirski pisac K.S. Luis. Romani su prevedeni na 47 jezika, s više od 100 miliona prodatih primeraka. U njima je autor koristio motive iz hrišćanstva, grčke i rimske mitologije te engleskih i irskih bajki. Knjige su objavljivane u Londonu od 16. oktobra 1950. godine. Poslednja knjiga je izašla 4. septembra 1956. godine. Originalni ilustrator je bila Pauline Baynes.
Sve knjige iz serijala "Letopisi Narnije" su prevedene na srpski jezik.
U Srbiji je knjige izdala izdavačka kuća "Laguna".

## Knjige

### Lav, veštica i orman
Prva knjiga iz serijala Letopisi Narnije.

##### Sažetak
U profesorovoj tajanstvenoj kući Lusi je otkrila neobičan orman. U prvi mah joj njena braća i sestra ne veruju kada im priča o svom izletu u Narniju. Ali Edmund, Piter i Suzan ubrzo i sami prolaze kroz orman. U Narniji će pronaći zemlju zarobljenu zlom kletvom Bele Veštice. Kada upoznaju velikog lava Aslana, shvataju da su upravo oni odabrani da učestvuju u velikoj pustolovini i hrabro se priključuju borbi za oslobađanje Narnije od opake veštičje čini.

##### Likovi
- Aslan
- Edmund
- Piter
- Suzan
- Lusi
- Bela veštica
- Gospodin Tamnus (faun)

### Princ Kaspijan
Druga knjiga iz serijala Letopisi Narnije.

##### Sažetak
Piter, Suzan, Edmund i Lusi sede na železničkoj stanici kada osete da čarolija opet počinje. Najednom bivaju ponovo povučeni prema zemlji Narniji. Ali mnogo toga se izmenilo otkako su poslednji put bili tu i sada je novom prestolonasledniku, princu Kaspijanu, očajnički potrebna njihova pomoć. Narnija je u opasnosti i same čarolije neće biti dovoljne da poraze Kaspijanovog strica, zlog kralja Miraza.

##### Likovi
- Piter
- Suzan
- Edmund
- Lusi
- Princ Kaspijan
- Kralj Miraz

##### Citati
- "Pazite dobro!", povika Edmund. Uhvatite se za ruke i držite se zajedno. Ovo je čarolija — prepoznajem taj osećaj!"[2]

### Putovanje namernika zore
Treća knjiga iz serijala Letopisi Narnije.

#### Sažetak
Edmund i Lusi ponovo su se obreli u Narniji, i to na Namerniku zore, brodu kralja Kaspijana, a sa njima je i njihov mrzovoljan rođak Justas. Prizvani su da bi pomogli u traganju za sedmoricom izgubljenih prijatelja Kaspijanovog oca. Potraga ih dovodi do samog kraja sveta i menja Justasa u nešto tako neočekivano da više nikada neće biti baš sasvim isti...

#### Likovi
- Edmund
- Kralj Kaspijan
- Justas
- Lusi

### Srebrna stolica
Četvrta knjiga iz serijala Letopisi Narnije.

##### Sažetak
Justas i njegova drugarica Džil iznenada su u Narniji, zbog toga što je nestao princ Rilijan, sin kralja Kaspijana. Uz pomoć jednog sumornog ritskog gegavca, deca kreću da ga pronađu. Ali hoće li moći da se odupre činima gospe u zelenoj odori?

##### Likovi
- Justas
- Princ Rilijan
- Džil
- Kralj Kaspijan

##### Citati
- „Ovo mora da je san, mora, mora!”, pomisli Džil. „Samo što se nisam probudila.” Ali nije bio san i nije se probudila.[4]

### Konj i njegov dečak
Peta knjiga iz serijala Letopisi Narnije.

##### Sažetak
Na očajničkom putovanju, dvoje begunaca se sreću i udružuju snage. Iako gledaju samo kako da pobegnu od teškog i ograničenog života, uskoro se zatiču u središtu strašne bitke. Ta će bitka odlučiti njihovu sudbinu i sudbinu same Narnije.

### Čarobnjakov sestrić
Šesta knjiga iz serijala Letopisi Narnije.

##### Sažetak
Polina ruka poseže da dodirne prsten. I smesta, bez bleska ili nekog šuma, ona nestaje.
Grozni ujka Endru započinje oglede sa magijom, Digori i Poli zatiču se u drugom svetu, na početku neverovatnih pustolovina, dok se vrata prema čarobnoj zemlji Narniji otvaraju...

##### Likovi
- Endru
- Poli
- Digori

### Poslednja bitka
Sedma, ujedni i poslednja, knjiga iz serijala Letopisi Narnije.

##### Sažetak
Lažni Aslan naređuje svim Narnijcima da rade za okrutne Kalormence. Džil i Justas ponovo su prizvani u Narniju, ovoga puta da pomognu kralju Tirijanu, koji se bori da zemlji u nemiru donese spokoj. Mogu li deca naći pravoga Aslana pre nego što opaki majmun zauvek ne uništi svet Narnije?

##### Likovi
- Lažni Aslan
- Justas
- Kralj Tirijan
- Džil
- Aslan

##### Citati
- „Dobro, onda je sve sređeno“, reče majmun. „Ti ćeš se pretvarati da si Aslan, a ja ću ti govoriti šta da kažeš.“[7]

## Redosled knjiga
| # | Redosled izlaženja       | U Srbiji                 | Redosled pisanja         | Redosled po događajima   |
| - | ------------------------ | ------------------------ | ------------------------ | ------------------------ |
| 1 | Lav, veštica i orman     | Čarobnjakov sestrić      | Lav, veštica i orman     | Čarobnjakov sestrić      |
| 2 | Princ Kaspijan           | Lav, veštica i orman     | Princ Kaspijan           | Lav, veštica i orman     |
| 3 | Putovanje namernika zore | Konj i njegov dečak      | Putovanje namernika zore | Konj i njegov dečak      |
| 4 | Srebrna stolica          | Princ Kaspijan           | Konj i njegov dečak      | Princ Kaspijan           |
| 5 | Konj i njegov dečak      | Putovanje namernika zore | Srebrna stolica          | Putovanje namernika zore |
| 6 | Čarobnjakov sestrić      | Srebrna stolica          | Čarobnjakov sestrić      | Srebrna stolica          |
| 7 | Poslednja bitka          | Poslednja bitka          | Poslednja bitka          | Poslednja bitka          |

- Lav, veštica i orman
  - 16. oktobra 1950. godine je knjiga objavljena u Londonu. Prva objavljena knjiga
  - Završena je u martu 1949. godine. Prva knjiga po pisanju
- Princ Kaspijan
  - 15. oktobra 1951. godine je knjiga objavljena u Londonu. Druga objavljena knjiga
  - Završena je u decembru 1949. godine. Druga knjiga po pisanju
- Putovanje namernika zore
  - 15. septembra 1952. godine je knjiga objavljena u Londonu. Treća objavljena knjiga
  - Završena je u februaru 1950. godine. Treća knjiga po pisanju
- Srebrna stolica
  - 7. septembra 1953. godine je knjiga objavljena u Londonu. Četvrta objavljena knjiga
  - Završena je u martu 1951. godine. Peta knjiga po pisanju
- Konj i njegov dečak
  - 6. septembra 1954. godine je knjiga objavljena u Londonu. Peta objavljena knjiga
  - Završena je u julu 1950. godine. Četvrta knjiga po pisanju
- Čarobnjakov sestrić
  - 2. maja 1955. godine je knjiga objavljena u Londonu. Šesta objavljena knjiga
  - Završena je u februaru 1954. godine. Šesta knjiga po pisanju
- Poslednja bitka
  - 4. septembra 1956. godine je knjiga objavljena u Londonu. Sedma objavljena knjiga
  - Napisana posle Čarobnjakovog sestrića, ali je završena posle njega. Sedma po pisanju

## Literatura
- Daigle-Williamson, Marsha (2015). Reflecting the Eternal: Dante's Divine Comedy in the Novels of C. S. Lewis. Peabody, MA: Hendrickson Publishers. ISBN 978-1-61970-665-1.
- Dorsett, Lyle W.; Mead, Marjorie Lamp (1995). C. S. Lewis: Letters to Children. Touchstone. ISBN 0-684-82372-1.
- Ford, Paul (2005). Companion to Narnia: A Complete Guide to the Magical World of C.S. Lewis's The Chronicles of Narnia (Revised изд.). San Francisco: Harper. ISBN 978-0-06-079127-8.
- Green, Roger Lancelyn; Hooper, Walter (2002). C. S. Lewis: A Biography (Fully revised & expanded изд.). HarperCollins. ISBN 0-00-715714-2.
- Hardy, Elizabeth Baird (2007). Milton, Spenser and The Chronicles of Narnia: literary sources for the C. S. Lewis novels. McFarland & Company, Inc. ISBN 978-0-7864-2876-2.
- Hooper, Walter (2007). The Collected Letters of C. S. Lewis, Volume III. HarperSanFrancisco. ISBN 978-0-06-081922-4.
- Schakel, Peter (1979). Reading with the Heart: The Way into Narnia. Grand Rapids: William B. Eerdmans. ISBN 978-0-8028-1814-0.
- Ward, Michael (2008). Planet Narnia: The Seven Heavens in the Imagination of C. S. Lewis. New York: Oxford University Press. ISBN 978-0-19-531387-1.
- Bruner, Kurt; Ware, Jim (2005). Finding God in the Land of Narnia. Tyndale House Publishers.
- Bustard, Ned (2004). The Chronicles of Narnia Comprehension Guide. Veritas Press.
- Goldthwaite, John (1996). The Natural History of Make-believe: A Guide to the Principal Works of Britain, Europe and America. Oxford University Press. ISBN 978-0-19-503806-4.
- Gopnik, Adam (21. 11. 2005). „Prisoner of Narnia”. The New Yorker.
- Gormley, Beatrice (2005). C. S. Lewis: The Man behind Narnia. Grand Rapids, MI: Eerdmans Books for young readers. ISBN 0-8028-5301-3.
- Green, Jonathon (2007). „The recycled image”. Times and Seasons.
- Hein, Rolland (2002). Christian Mythmakers: C. S. Lewis, Madeleine L'Engle, J. R. R. Tolkien, George MacDonald, G.K. Chesterton, & Others (second изд.). Chicago: Cornerstone Press. ISBN 978-0-940895-48-5.
- Holbrook, David (1991). The Skeleton in the Wardrobe: C. S. Lewis's Fantasies — A Phenomenological Study. Bucknell University Press. ISBN 978-0-8387-5183-1.
- Jacobs, Alan (2005). The Narnian: The Life and Imagination of C. S. Lewis. HarperSanFrancisco.
- Jacobs, Tom (2004). Remembering a Master Mythologist and His Connection to Santa Barbara. Santa Barbara: Santa Barbara News-Press. ISBN. Архивирано из оригинала 17. 6. 2004. г.
- McIntosh, Kenneth (2006). Following Aslan: A Book of Devotions for Children. Anamchara Books.
- Moynihan, Martin, ур. (2009). The Latin Letters of C. S. Lewis: C. S. Lewis and Don Giovanni Calabria. St. Augustine's Press. ISBN 978-1-890318-34-5.
- Pearce, Joseph (2004). Literary Giants, Literary Catholics. Ignatius Press. ISBN 978-1-58617-077-6.